# Тепловой барьер
Тепловой барьер в сверхзвуковом транспорте, в частности при использовании
сверхзвуковых самолётов, — проблема перегрева поверхности летательного аппарата от аэродинамического нагрева при развитии сверхзвуковой скорости. Для решения применяются термобарьерные покрытия.
При скорости полёта в 1 мах температура в кабине повысится на 50 °C относительно окружающей среды. 
В точке преодоления звукового барьера температура повысится на +60 °.При скорости полёта в 2 маха, значение температуры приближается уже к +250 °С. 
Увеличение скорости втрое приводит к нагреву воздушных потоков до 820 °С.
При скорости движения 10 км/с и более большинство материалов начинают плавиться из-за высокой температуры воздушных потоков. Например, при вхождении космического тела, такого как астероид или метеорит, в атмосферу Земли, подобные объекты (обычно небольших размеров) движутся со скоростью более 10 км/с и практически полностью сгорают в атмосфере из-за нагрева поверхности до критической температуры.
Связанные с тепловым барьером проблемы зависят от скорости и высоты полёта, формы и материалов летательного аппарата, применяемого оборудования (систем охлаждения, кондиционирования и др.).
Нагрев самолёта происходит за счёт аэродинамического торможения воздушного потока и тепловыделения двигательной установки. Процесс взаимодействия обтекаемого твёрдого тела с потоком является типичным для всех самолётов. Он связан с повышением температуры элементов конструкции двигателя, воспринимающих тепло от воздуха, сжатого в компрессоре, а также от продуктов сгорания. При полёте на большой скорости внутренний нагрев самолёта происходит из-за воздуха, тормозящего в воздушном канале перед компрессором.
Уровень теплового барьера для сверхзвуковых самолетов определяется внешним аэродинамическим нагревом, интенсивностью нагрева поверхности, обтекаемой потоком воздуха, который зависит от скорости полета, вязкости воздуха, а также сжатием на любой поверхности[уточнить].
Полёт с гиперзвуковыми скоростями в не разреженном воздухе экономически невыгоден.